# Nestor Assogba
Pour les articles homonymes, voir Assogba.
Nestor Assogba, né le  21 février 1929 et mort le 22 août 2017 à Cotonou, est un archevêque catholique béninois.

## Biographie

### Enfance, éducation et débuts
Nestor Assogba naît à Banamè le 21 février 1929de François Assogba et de Cécile Adoukonou (petite fille du roi Béhanzin). Il passe son enfance principalement à Bohicon avant d'entrer au séminaire d'abord au Bénin, et de poursuivre ensuite ses études en vue du presbytérat à Rome. 

## Ordination et nomination
Nestor Assogba est ordonné prêtre le 21 décembre 1957 à Rome, en même temps que les abbés Lucien Monsi-Agboka et Alfred Quenum. Il poursuit des études en France (Angers notamment). Il revient au Bénin où il est curé de paroisse, professeur au séminaire, vicaire général du diocèse d'Abomey, et recteur du séminaire de Djimè. Il est nommé évêque de Parakou le 10 avril 1976. Il a été ordonné[Quoi ?] le 25 juillet de la même année. À la faveur de l'élévation du diocèse comme archidiocèse en 1997, il devient le premier archevêque de Parakou du 16 octobre 1997 au 29 octobre 1999, date à laquelle il est transféré sur le siège épiscopal de Cotonou à la suite du décès de Mgr Isidore de Souza. Il sert à Cotonou pendant 6 ans avant de prendre sa retraite le 5 mars 2005. Il se retire à Bohicon où il meurt le 22 août 2017,,,.
Sa devise épiscopale est "In finem dilexit" (Il les aima jusqu'au bout), tirée de l'Évangile de Jean, chapitre 13, versets 1-15. 